# Plasencia
Plasencia (extremadurai nyelven Prasencia) település Spanyolországban, Cáceres tartományban. Plasencia Aldehuela de Jerte, Carcaboso, Valdeobispo, Oliva de Plasencia, Cabezabellosa, Casas del Castañar, Gargüera de la Vera, Malpartida de Plasencia, Cañaveral, Holguera, Riolobos és Galisteo községekkel határos. Lakosainak száma 39 829 fő (2024).

## Népesség
A település népessége az elmúlt években az alábbi módon változott:
| Lakosok száma | 38 576 | 38 815 | 39 785 | 41 148 | 41 392 | 40 892 | 40 663 | 39 913 | 39 558 | 39 829 |
|               | 2001   | 2004   | 2006   | 2009   | 2011   | 2014   | 2016   | 2019   | 2021   | 2024   |